# Delta Rin-Maas
Delta Rin-Maas este o deltă comună situată în Olanda, Germania și Belgia care s-a format prin sedimentele aduse de fluviile Rin și Maas (Meuse). Apele curgătoare mai importante care alimentează delta sunt: Rinul, Waal, Merwede, Nieuwe Merwede, Noord, Nieuwe Maas, Nederrijn, Lek, (Gelderse) IJssel, Maas, Schelde, Oude Rijn, Vecht, Hollandse IJssel, și Linge. Delta are un bazin de colectare de ca. . 5700 km². Debitul apă adus de Rin este de  2200 m³/s iar de Maas 250 m³/s.

Format:Delte